# FM OSAKA E-tracks Selection
『E∞tracks Selection（イートラック セレクション）』は、FM大阪で2010年1月5日から毎週火曜 19:00 - 19:30に放送されている番組。番組タイトルは、2010年1月から6月までが『FM OSAKA E-tracks Selection（エフエムオオサカ イートラック セレクション）』、2010年7月から2017年3月までが『FM OSAKA E∞tracks Selection（読み同じ）』、2017年4月から2020年3月までは『FM OH! E∞tracks Selection（エフエムオー！ イートラック セレクション）』だった。2組のアーティストが6か月の期間限定・隔週交代で出演している。

## 放送時間・アーティストDJの変遷
| 期間                        | 放送曜日・時間              | アーティストDJ「タイトル」                                                                                        |
| FM OSAKA E-tracks Selection | FM OSAKA E-tracks Selection | FM OSAKA E-tracks Selection                                                                                       |
| --------------------------- | --------------------------- | --- |
| 2010年1月 - 2010年6月       | 毎週火曜 21:00 - 21:30      | Hilcrhyme 奥華子                                                                                                  |
| FM OSAKA E∞tracks Selection |                             | |
| 2010年7月 - 2010年12月      | 毎週火曜 21:00 - 21:30      | Honey L Days「Honey L Daysの今日も明日もがむしゃらデイズっ!」 SCANDAL「ただ今! SCANDALです」                      |
| 2011年1月 - 2011年6月       | 毎週火曜 21:00 - 21:30      | 菅原紗由理「菅原紗由理の大阪漫遊日記」 TEE「TEEの落ち着けないTEETIME」                                            |
| 2011年7月 - 2011年12月      | 毎週火曜 21:00 - 21:30      | 沢井美空「沢井美空のあたし今日、DJはじめました。」 Ms.OOJA「Ms.OOJAのオジャパメン」                               |
| 2012年1月 - 2012年6月       | 毎週火曜 21:00 - 21:30      | Sissy「SissyのPOP SMILE JUMP」 fumika「fumikaの147 MAX Voluuuume!」                                               |
| 2012年7月 - 2012年12月      | 毎週月曜 20:00 - 20:30      | 安田奈央「安田奈央のFree like a Thunderbird」 FLOWER「FLOWERのつぼみ」                                            |
| 2013年1月 - 2013年6月       | 毎週月曜 20:00 - 20:30      | Yun*chi「Yun*chiの月光月曜日」 吉田山田「吉田山田のざっくりえいと。」                                             |
| 2013年7月 - 2013年12月      | 毎週月曜 20:00 - 20:30      | UNIST「UNISTのナニワなくともガチ☆ラジヲ!!」 塩ノ谷早耶香「塩ノ谷早耶香のソルティーcafe」                          |
| 2014年1月 - 2014年3月       | 毎週月曜 20:00 - 20:30      | ケラケラ「ケラケラのゲラゲライフ!」 In 197666「In 197666の聞いてくんな〜い?↑↑」                                   |
| 2014年4月 - 2014年6月       | 毎週水曜 20:00 - 20:30      | ケラケラ「ケラケラのゲラゲライフ!」 In 197666「In 197666の聞いてくんな〜い?↑↑」                                   |
| 2014年7月 - 2014年12月      | 毎週水曜 20:00 - 20:30      | wacci「wacciのワッチャゴナドゥ!?」 KIDS「KIDSのキズナラジオ」                                                     |
| 2015年1月 - 2015年3月       | 毎週水曜 20:00 - 20:30      | ななみ「ラジオとななみ」 KIRA「KIRA レディ」                                                                      |
| 2015年4月 - 2015年6月       | 毎週火曜 19:20 - 19:50      | ななみ「ラジオとななみ」 KIRA「KIRA レディ」                                                                      |
| 2015年7月 - 2015年9月       | 毎週火曜 19:20 - 19:50      | 植田真梨恵「植田真梨恵のいかようにも火曜」 Especia「Especiaのエスペシア講座」                                     |
| 2015年10月 - 2015年12月     | 毎週火曜 19:00 - 19:30      | 植田真梨恵「植田真梨恵のいかようにも火曜」 Especia「Especiaのエスペシア講座」                                     |
| 2016年1月 - 2016年6月       | 毎週火曜 19:00 - 19:30      | cinema staff「cinema_staffのエモラジ」 がんばれ!Victory「がんばれ!Victoryのがんばレイディオ」                     |
| 2016年7月 - 2016年12月      | 毎週火曜 19:00 - 19:30      | ラックライフ「ラックライフのせやからゆうてるやないの〜!」 Shout it Out「Shout it Outのシャリラジオ」              |
| 2017年1月 - 2017年3月       | 毎週火曜 19:00 - 19:30      | Goodbye holiday「Goodbye holidayのタチマチラジオ」 丸本莉子「丸本莉子の丸本さん家へいらっしゃい」                 |
| FM OH! E∞tracks Selection   |                             | |
| 2017年4月 - 2017年6月       | 毎週水曜 19:30 - 20:00      | Goodbye holiday「Goodbye holidayのタチマチラジオ」 丸本莉子「丸本莉子の丸本さん家へいらっしゃい」                 |
| 2017年7月 - 2017年12月      | 毎週水曜 19:30 - 20:00      | 瀬川あやか「瀬川あやかのうふふラジオ」 HANDSIGN「HANDSIGNのオレたちOnly One!!」                                   |
| 2018年1月 - 2018年3月       | 毎週水曜 19:30 - 20:00      | 井上実優「井上実優のMIYU♪SIC RADIO」 Qyoto「Qyotoのお茶していきませんか?」                                        |
| 2018年4月 - 2018年6月       | 毎週水曜 19:00 - 19:30      | 井上実優「井上実優のMIYU♪SIC RADIO」 Qyoto「Qyotoのお茶していきませんか?」                                        |
| 2018年7月 - 2018年9月       | 毎週水曜 19:00 - 19:30      | RISKY DICE「RISKY DICEの水曜む～ちょ」 杏沙子「杏沙子のラジオリウム」                                             |
| 2018年10月 - 2018年12月     | 毎週水曜 19:30 - 20:00      | RISKY DICE「RISKY DICEの水曜む～ちょ」 杏沙子「杏沙子のラジオリウム」                                             |
| 2019年1月 - 2019年6月       | 毎週水曜 19:30 - 20:00      | THE BEAT GARDEN「THE BEAT GARDENの話し足りないっ!」 The Super Ball「The Super Ballの聴きだおれ」                  |
| 2019年7月 - 2019年12月      | 毎週水曜 19:30 - 20:00      | lol「lolのparty up!!」 大城美友「大城美友のとことん!大城」                                                        |
| 2020年1月 - 2020年3月       | 毎週水曜 19:30 - 20:00      | 川口レイジ「川口レイジのradio K」 風男塾「風男塾の風ぁぼらとりー」                                                |
| E∞tracks Selection          |                             | |
| 2020年4月 - 2020年6月       | 毎週水曜 19:30 - 20:00      | 川口レイジ「川口レイジのradio K」 風男塾「風男塾の風ぁぼらとりー」                                                |
| 2020年7月 - 2020年12月      | 毎週水曜 19:30 - 20:00      | 河内REDS「河内REDSのヤロウゼ!Wednesday」 Kitri「Kitriのきとりごとらじお」                                         |
| 2021年1月 - 2021年6月       | 毎週水曜 19:30 - 20:00      | Rei「"Reiのギタレディオ"」 Masafumi(Seven Billion Dots)「～水曜の夜は、、Seven Billion Dots まさふみといっしょ!」 |
| 2021年7月 - 2021年12月      | 毎週水曜 19:30 - 20:00      | SUPER★DRAGON「SUPER★DRAGONのこんな僕たちどうですか？」 she9「she9です、よろしく!」                                |
| 2022年1月 - 2022年6月       | 毎週水曜 19:30 - 20:00      | OWV「OWVのシャカラカRadio」 原因は自分にある。「原因は自分にある。のげんじぶボイス空間」                          |
| 2022年7月 - 2022年12月      | 毎週水曜 19:30 - 20:00      | ONE N' ONLY「ONE N' ONLYのワンエンめっちゃ好きやねん!」 学芸大青春「学芸大青春・放送部」                          |
| 2023年1月 - 2023年6月       | 毎週水曜 19:30 - 20:00      | 円神「円神のええんじゃないん」 甲田まひる「甲田まひるの真昼ちゃうくて夜やで!」                                    |
| 2023年7月 - 2023年12月      | 毎週水曜 19:30 - 20:00      | OCTPATH「OCTPATHのYou are my radio!」 ねぎ(Novelbright)「Novelbrightのねぎラジ」                                  |
| 2024年1月 - 2024年6月       | 毎週水曜 19:30 - 20:00      | 僕が見たかった青空「僕青のラジオについて考える」 BUDDiiS「BUDDiiSのバディラジ!」                                  |
| 2024年7月 - 2024年12月      | 毎週水曜 19:30 - 20:00      | FRUITS ZIPPER「FRUITS ZIPPERのラジオアップデート!」 （夜と）SAMPO「（夜と）SAMPOの定例会議」                      |
| 2025年1月 - 2025年6月       | 毎週水曜 19:30 - 20:00      | MACK JACK「MACK JACKのVibes Wonder Radio」 Bigfumi「Bigfumiの音届者ラジオ」                                       |
| 2025年7月 -                 | 毎週水曜 19:30 - 20:00      | Soala「Soaladio」 KID PHENOMENON「キドフェノ喋ろうよ!」                                                           |